# Oladimeji Lawal
Pour les articles homonymes, voir Lawal.
Mohammed Oladimeji Lawal (né le 24 juillet 1971 à Ifo) est un footballeur nigérian des années 1990. Il est agent de joueurs accrédité par la FIFA.

## Biographie
Lawal joue pour l'équipe du Nigeria, lors de la Coupe du monde des moins de 16 ans 1987 organisée au Canada. Son équipe est battue en finale par l'URSS.
Il joue ensuite la Coupe du monde des moins de 20 ans 1989 en Arabie saoudite, en étant battu en finale par le Portugal. 
Il reçoit trois sélections avec les Super Eagles, inscrivant un but contre le Togo, lors des éliminatoires de la CAN 1992.
Avec le Real Madrid Castilla, il dispute 24 matchs en deuxième division espagnole.

## Palmarès
- Vainqueur de la Coupe de la CAF en 1992 avec Shooting Stars